# Jile Timuga
Jile Timuga är ett distrikt i Etiopien. Det ligger i den centrala delen av landet, 190 km nordost om huvudstaden Addis Abeba.